# Симфония фа мажор Сен-Санса
Симфония фа мажор «Urbs Roma» («Град Рим») — произведение для оркестра французского композитора Камиля Сен-Санса. Симфония написана в 1856 году для музыкального конкурса общества св. Цецилии (Société Sainte-Cécile) в Бордо. По его условиям необходимо было представить жюри симфоническое сочинение для большого оркестра. Конкурс завершился победой композитора — 26 января 1857 года Сен-Санс был награждён золотой медалью. Премьерное исполнение состоялось 15 февраля 1857 года в Париже. 10 июня под руководством автора симфония прозвучала в Бордо — это было первое его выступление в качестве дирижёра.
Сен-Санс написал в общей сложности пять симфоний, трём из которых присвоены номера. К ним примыкает ранние произведения в этом жанре — симфония ля мажор, сочинённая композитором в возрасте пятнадцати лет, а также симфония «Град Рим» (Urbs Roma), хронологически предшествующая Второй симфонии. По словам советского музыковеда Юлия Кремлёва, видимо автор счёл эту работу не лишённой крупных недостатков и «забраковал»: «она в дальнейшем не исполнялась и не была напечатана. Конечно, так мог поступить только композитор творчески щедрый, способный пожертвовать даже крупным опусом — ведь они возникали один за другим!»
Несмотря на подзаголовок, симфония не содержит программного замысла. Произведение состоит из четырёх частей, продолжительность звучания — 40 минут.
- Largo - Allegro
- Molto vivace
- Moderato assai serioso
- Poco allegretto – Andante con moto

## Избранная дискография
- Orchestre National de l'ORTF, direction Jean Martinon (intégrale des 5 symphonies). 2 CD Emi 1974.
- Tapiola Sinfonietta, dir. Jean-Jacques Kantorow (couplé avec la symphonie n°2 Op.55). CD Bis 1997.
- Orchestre Philharmonique Royal de Liège, dir. Jean-Jacques Kantorow (intégrale des symphonies). 2 SACD Bis 2021. Diapason d’or.
- Orchestre National de France, dir Christian Mãcelaru (intégrale des symphonies). 3 CD Warner classics 2021. 5 Diapasons.